# دارکوب خونی‌رنگ
دارکوب خونی‌رنگ یا دارکوب خونین (نام علمی: Veniliornis sanguineus) گونه‌ای از پرندگان در زیرتیرهٔ Picinae از خانواده دارکوبان Picidae است که در گویان و سورینام یافت می‌شود.
سامانه‌های آرایه‌شناختی موافق هستند که دارکوب خونین تک‌نماد است.